# Lili Campos Miranda
Roxana Lili Campos Miranda (Ciudad de México, 22 de agosto de 1974), conocida como Lili Campos, es una abogada y política mexicana, miembro del Partido Acción Nacional. Fue presidenta municipal de Solidaridad entre 2021 y 2024.

## Formación
Licenciada en Derecho por la Universidad de Quintana Roo, con maestría en derecho penal en la Universidad Autónoma de Yucatán y maestría en derecho empresarial en la Universidad Interamericana para el Desarrollo; actualmente cursa un doctorado en derecho en la Universidad de Tlaxcala.

## Trayectoria laboral
Inició en distintas notarías públicas como colaboradora y como asesora jurídica en el DIF Quintana Roo, durante su cargo como visitadora adjunta de la Comisión de Derechos Humanos del Estado, donde fungía como titular en el municipio de Solidaridad. De 2002 a 2005, trabajó como segunda visitadora general de la Comisión de Derechos Humanos del Estado de Quintana Roo, a cargo de las Visitaduría Adjunta de los municipios de Benito Juárez, Isla Mujeres, Lázaro Cárdenas, Solidaridad y Cozumel. De 2005 a 2008 fue secretaria técnica en el Ayuntamiento de Solidaridad. En 2011, asumió el cargo de coordinadora regional de ministerios públicos de la Riviera Maya, al mismo tiempo, fue notaria suplente de la Notaría Pública número 60. Trabajó como docente en la Universidad de Quintana Roo, campus Riviera Maya, fue socia directora del despacho Escobedo & Campos Cosulting Firm. Fungió como representante legal del Instituto de Enseñanza y Capacitación de la Riviera Maya, S.C. y en 2016 fue vice fiscal general en la Fiscalía General del Estado. De 2017 a 2018 fue consejera jurídica del poder ejecutivo del estado de Quintana Roo.

## Trayectoria política
En 2019, como candidata del Partido Acción Nacional, asumió el cargo de diputada local por el Distrito X del municipio de Solidaridad y como presidente de la Comisión de Justicia del H. Congreso del estado de Quintana Roo. En febrero de 2021, pidió una licencia administrativa para separarse de su cargo y contender en las elecciones estatales de Quintana Roo de 2021 como abanderada de la coalición “Va x Quintana Roo” para la alcaldía de Solidaridad, donde obtuvo la victoria con el 33% de los votos, convirtiéndose en la tercera mujer presidente de dicho municipio.

## Presidente municipal de Solidaridad
Es la presidente municipal número 15 de Solidaridad y la tercera mujer que ocupa el cargo. Durante su segundo mes en el cargo denunció a la administración anterior por un presunto desfalco de 575 millones de pesos. En enero de 2022 entregó a la Fiscalía de Quintana Roo, licencias y permisos para la construcción del Centro de Justicia para las Mujeres y fue anunciado el inicio de su construcción.

## Obras y Proyectos
Durante su mandato como presidenta municipal de Solidaridad, Lili Campos ha llevado a cabo diversas iniciativas y proyectos. Entre sus obras destacan la ampliación de la Avenida 75 y el reacondicionamiento de espacios de recreación. Ha sido enfática en eliminar todo aquello que afectara las finanzas del municipio, como los aviadores dejados por administraciones anteriores, y ha implementado mecanismos de transparencia.
Movilidad vial 

En tema de movilidad se construyeron 2,505 metros lineales de ciclovías en avenidas principales  a fin de promover la seguridad a los ciudadanos.
Incremento la infraestructura para caminar libre  se construyeron 158.8 metros lineales de banquetas.
Por medio de la Secretaría de Infraestructura y Obra Pública, se construyeron 27 pasos peatonales en diversos puntos.
Rehabilitaron 116 metros lineales y 577 metros cuadrados de guarniciones y banquetas, dos pasos peatonales, beneficiando a más de 22 mil 878 solidarenses en la alcaldía de Puerto Aventuras.

Infraestructura inclusiva 
La playa inclusiva “Pelícanos” cuenta con certificaciones Blue Flag y Platino, se inauguro este año, este gobierno municipal la dotó de servicios públicos con seguridad, iluminación y limpieza.

## Detalles sobre su Educación
Además de su Licenciatura en Derecho por la Universidad de Quintana Roo y sus maestrías en derecho penal y derecho empresarial, Campos ha cursado varios doctorados en Derecho, así como cursos y diplomados en derechos humanos.